# Катастрофа Convair 440 в Энгельхольме
Катастрофа Convair 440 в Энгельхольме — авиационная катастрофа, произошедшая поздним вечером в пятницу 20 ноября 1964 года в районе Энгельхольма (Швеция). Пассажирский самолёт Convair 440 шведской авиакомпании Linjeflyg заходил на посадку в аэропорту Энгельхольм/Хельсингборг, но в паре километров от полосы врезался в землю и разрушился. В происшествии погиб 31 человек — крупнейшая авиационная катастрофа в Швеции.

## Самолёт
Рейс выполнял Convair 440 с регистрационным номером SE-CCK (заводской — 195). Построен он был в 1954 году, изначально как модель CV-340-62 и с регистрационным номером PP-YRC, после чего 17 ноября поступил к заказчику — бразильской авиакомпании Real Transportes Aéreos, которая в августе 1961 года была приобретена авиакомпанией VARIG. 12 декабря того же года лайнер продали в Швецию авиакомпании Linjeflyg, где после перерегистрации он получил бортовой номер SE-CCK. Также в Linjeflyg самолёт был модернизирован до модели CV-440.

## Экипаж
Экипаж самолёта в роковом рейсе состоял из двух пилотов и двух стюардесс:
- Командир воздушного судна — 38-летний Бертиль Хоканссон (швед. Bertil Håkansson). Родился 10 июня 1926 года, имел квалификацию коммерческого пилота, в том числе на самолёты Convair 340/440. Его общий налёт составлял 6200 часов, включая 600 часов на Convair 340/440. За последние 30, 7 дней и 24 часа до происшествия успел налетать соответственно 59 часов 35 минут, 10 часов 45 минут и 3 часа 10 минут.
- Второй пилот — 38-летний Ян Скагестад (швед. Jan Skagestad). Родился 24 августа 1926 года, имел квалификацию коммерческого пилота, в том числе на самолёты Convair 340/440. Его общий налёт составлял 6100 часов, включая 850 часов на Convair 340/440. За последние 30, 7 дней и 24 часа до происшествия успел налетать соответственно 75 часов 35 минут, 18 часов 40 минут и 5 часов 10 минут.
- Стюардессы — 24-летняя Кристина Халльгрен (швед. Christina Hallgren) и Луиза Хоффстен (швед. Louise Hoffsten).

## Катастрофа
В тот день борт SE-CCK выполнял внутренний пассажирский рейс LF-267V из Стокгольма в Энгельхольм. В это же время над южной частью Скандинавии стояла плохая погода: небо было затянуто низкой облачностью, стояла дымка, периодически шёл дождь или морось. В самом Стокгольме был туман, горизонтальная видимость в котором составляла 1500 метров, а вертикальная — 120 метров. Относительно погоды в Энгельхольме экипаж получил лишь краткую информацию, включая атмосферное давление, но принял решение о взлёте.
Тёмным вечером (закат был в 15:12) 19:46 CET с 39 пассажирами и 4 членами экипажа на борту рейс 267V вылетел из аэропорта Бромма. Вес и центровка на протяжении всего полёта находились в установленных пределах. Полёт выполнялся по трассе Стокгольм—Хальмстад—Йёнчёпинг—Энгельхольм и до подхода к аэропорту назначения проходил без отклонений. Небо над аэропортом Энгельхольм/Хельсингборг в это время было затянуто облачностью с нижней границей 100 метров, на высоте 300 метров дул ветер со скоростью 25 узлов, который у земли стихал до 6 узлов, при этом его курс отклонялся влево и у земли составлял 20°, горизонтальная видимость колебалась от 1½ до 3 километров.
Экипаж стал выполнять заход на посадку на полосу 14, когда самолёт чуть отклонился влево. Пилоты попытались исправить уклонение поворотом вправо, как в 21:14 летящий в темноте самолёт вдруг правой законцовкой крыла и правой стойкой шасси врезался во вспаханное поле. Через 80 метров авиалайнер пересёк железнодорожную линию Хальмстад—Хельсингборг, оборвав электрические провода, но у него самого правое крыло в районе своей корневой части ударилось о бетонный столб, после чего отделилась правая консоль. Спустя 250 метров от точки первого удара самолёт в крутом правом крене повторно ударился о землю, разрушив при этом остатки правого крыла и оторвав правый двигатель. Подлетев ещё раз, борт SE-CCK пролетел так 35 метров, перевернувшись в воздухе, после чего рухнул на поле и промчался по нему «на спине» 120 метров по курсу 195°, прежде чем остановился в двух километрах от торца полосы 14 (440 метров от точки первого удара о землю). Баки в левом крыле оказались разорваны, а вытекшее из них топливо воспламенилось, вызвав пожар, который охватил фюзеляж.
В 21:25 к месту происшествия прибыли первые пожарные, а всего приехали 7 пожарных автомобилей и 13 скорой помощи; в ликвидации пожара приняли участие 92 пожарных, из которых двое являлись медиками. В результате катастрофы погибли оба пилота и 29 пассажиров; основной причиной их гибели стали травмы, полученный при сильном боковом ударе о землю правой стороной самолёта. Две стюардессы сидели в хвостовой части и выжили, как и десять пассажиров, включая 10-летнюю девочку, при этом одна стюардесса и два пассажира не получили травм.
По состоянию на начало 2016 года, это крупнейшая авиационная катастрофа на территории Швеции.

## Расследование
Расследованием авиакатастрофы занималась комиссия, назначенная шведским правительством.
Изучение обломков показало, что в момент катастрофы самолёт находился в правильной посадочной конфигурации: шасси выпущены и зафиксированы, закрылки установлены на угол 25—30°, фары выпущены и, вероятно, включены. Оборудование для навигации и радиосвязи признаков отказа не имело, оба двигателя работали и развивали нормальную мощность. Никаких признаков отказов или нарушений в работе систем авиалайнера найдено не было. Экипаж перед работой имел необходимый отдых; оба пилота выглядели физически здоровыми и не имели травм или болезней, которые могли бы привести к потере дееспособности. Погодные условия хоть и не были хорошими, но не мешали выполнению полёта, а потому экипаж оправданно принял решение о вылете.
Траектория захода на посадку в целом была нормальной в плане, разве что на участке от дальнего до ближнего приводного радиомаяка, когда до последнего оставался 1 километр, лайнер чуть уклонился влево, а в момент удара о землю уже совершал правый поворот. Сам удар о землю произошёл на удалении чуть менее 1 километра от ближнего привода и на 150 метров ниже глиссады. Если предположить, что дальний привод был пройден на установленной высоте, то самолёт должен был снижаться с вертикальной скоростью не менее 10 м/с. Это достаточно быстрое снижение и его сложно не заметить. Однако все выжившие рассказывали, что не заметили необычно быстрого спуска, а некоторые в момент первого удара даже решили, что это выполняется нормальная посадка. Даже когда «Конэйр» врезался в железнодорожную насыпь, а снаружи появился огонь, внутри салона всё выглядело нормально. Из этого выходило, что экипаж изначально следовал ниже глиссады.
Версия, что экипаж был введён в заблуждение неверными показаниями высотомера, не подтвердилась, так как проверка показала, что тот работал исправно. Да и все приборы на панели работали исправно, то есть пилоты получали объективные параметры полёта, но тем не менее допустили снижение под глиссаду. Анализ записи речевого самописца показал, что за четверть минуты до катастрофы, когда лайнер возвращался к продолжению оси полосы, второй пилот сказал, что видит свет. Его голос в этот момент звучал спокойно, то есть пилоты не понимали, что самолёт следует по неверной траектории.
Высока вероятность, что, увидев этот свет, экипаж неверно определил своё местонахождение относительно полосы, либо вовсе решил, что это огни входного торца полосы, а потому начал выполнять последний этап захода на посадку. В пользу этой догадки говорят такие обстоятельства, что самолёт врезался в землю сразу за началом огней приближения, при этом конфигурация была как перед касанием — увеличен угол закрылков с 24 до 28°, а фары выпущены и включены. Опрос выживших в катастрофе, а также очевидцев на земле показал, что перед самой катастрофой они услышали увеличивающийся шум двигателей. Помимо этого, из анализа обломков следовало, что самолёт в момент первого удара находился с приподнятым носом. Это значит, что пилоты во время снижения неожиданно для себя увидели, что находятся в опасной близости от земли, поэтому перевели двигатели на взлётный режим, а также начали тянуть штурвалы «на себя», чтобы поднять нос. Однако на исправление ситуации им не хватило высоты, поэтому через секунды снижающийся по инерции авиалайнер врезался в землю.
Такой сценарий развития событий возможен, если экипаж не имел информации о местонахождении огней приближения. При этом пилоты ещё должны не учитывать разницу во времени с момента прохождения дальнего приводного радиомаяка, иначе бы смогли определить, что ближний приводной радиомаяк ещё не достигнут. Кроме того, при исправных бортовых радиокомпасах и наземных радиомаяках произошёл преждевременный переход с полёта по приборам на визуальный. Здесь стоит учесть, что сама процедура захода на посадку выполнялась в сокращённой форме, причём во многом из-за сильного попутного ветра, который, однако, стихал с 23 узлов в начале подхода до 3 узлов у земли. К тому же радиообмен с диспетчером из-за плохой погоды был дольше, что только увеличивало дефицит времени, а потому процедуры фактически проводились в спешке, из-за чего некоторые пункты пропускались. Дошло даже до того, что, как показал анализ обломков, второй пилот после прохождения дальнего привода не запустил секундомер, так как из-за высокой занятости ему было просто некогда это сделать.
В ходе расследования поступила информация, что якобы огни приближения к полосе 14 были отключены. Это потребовало тщательного расследования, в том числе выдвигалась версия, что это сделали в связи с измерением видимости на полосе 04/22. Но отключение огней приближения ночью было бы видно с диспетчерской вышки, а диспетчер не стал бы направлять самолёт на полосу, у которой эти огни были бы отключены. В результате следователи пришли к выводу, что на момент происшествия огни на самом деле горели нормально, а отключили их позже, когда это действие уже не могло оказать влияния на ход событий. Если предположить, что огни приближения работали, то есть вероятность, что, следуя на небольшой высоте и левее продолжения осевой линии полосы, экипаж увидел сквозь дымку первый огонь, но не разглядел второй, а потому и решил, что наблюдает начало полосы. Такому заблуждению могла способствовать и особенность курсо-глиссадной системы данной полосы, установленной в 1960 году по правилам для военных аэродромов (до 1960 года включительно аэродром Энгельхольм/Хельсингборг был военным), которые в свою очередь быстро упразднили, так как по ним было очень большое расстояние между рядами огнями приближения, поперечные ряды короткие, а сами огни простирались за ближний привод.

## Причина
26 мая 1965 года комиссия выпустила отчёт о результатах расследования, согласно которому катастрофа произошла из-за того, что экипаж при выполнении захода на посадку в приборных условиях перешёл на визуальный полёт и, нарушив установленные правила, преждевременно начал выполнять снижение. Это действие могло быть вызвано тем, что пилоты были введены в заблуждение о своём местонахождении особенностями конструкции огней приближения к аэродрому, о которой они, за исключением некоторой переданной информации, могли ничего не знать.
Также в отчёте был указан целый ряд рекомендаций:
- В кратчайшие сроки унифицировать наземные системы для гражданских и военных аэродромов.
- Обеспечить диспетчерские посты аэропортов самыми подробными схемами имеющихся у них курсо-глиссадных систем и радиомаяков.
- Улучшить медицинские проверки пилотов перед повышением на должность командира самолёта, особенно психологическую устойчивость. Также руководству следует не оказывать на экипажи психологического воздействия.
- В сборнике аэронавигационной информации, опубликованном Королевским советом по гражданской авиации, следует переписать определение понятия «Критическая высота», чтобы экипажи не выполняли снижение до тех пор, пока не увидят полосу, либо огни подхода.
- Довести до экипажей всю важность наблюдения за всеми параметрами полёта, даже если ситуация связана с дефицитом времени.
- Пересмотреть конструкцию ламп аварийного освещения, так как на борту SE-CCK при ударах о землю боком, а затем в перевёрнутом положении лампы разболтались, тем самым прекратив освещать салон, что в условиях темноты затруднило эвакуацию.
- Пересмотреть конструкцию ремней безопасности, так как многие пассажиры не смогли самостоятельно отстегнуться.